# Campionato brasiliano di rugby a 15 2009
Il Campionato brasiliano di rugby 2009 (Campeonato brasileiro de rugby de 2009 in portoghese) o Super 8 è stata una competizione di rugby a 15 promossa dalla CBRu (Confederação Brasileira de Rugby), con otto squadre partecipanti. Il torneo è iniziato il 1º agosto e si è concluso il 26 settembre.
La squadra vincitrice è stata il Bandeirantes Rugby Clube di San Paolo, che ha conquistato il suo quarto titolo.

## Squadre partecipanti
| Squadra      | Città               | Stato          |
| ------------ | ------------------- | -------------- |
| Bandeirantes | San Paolo           | San Paolo      |
| Curitiba     | Curitiba            | Paraná         |
| Desterro     | Florianópolis       | Santa Catarina |
| Niterói      | Niterói             | Rio de Janeiro |
| Pasteur      | San Paolo           | San Paolo      |
| Rio Branco   | San Paolo           | San Paolo      |
| São José     | São José dos Campos | San Paolo      |
| SPAC         | San Paolo           | San Paolo      |

## Risultati
Prima giornata
| 1º agosto 2009 | SPAC | 0 – 6 | Pasteur |  |

|  | São José | – | Niterói |  |

| 1º agosto 2009 | Curitiba | 10 – 0 | Desterro |  |

| 1º agosto 2009 | Rio Branco | 8 – 62 | Bandeirantes |  |

Seconda giornata
| 8 agosto 2009 | Bandeirantes | 24 – 16 | Curitiba |  |

| 8 agosto 2009 | Desterro | 15 – 10 | Rio Branco |  |

|  | São José | – | Pasteur |  |

| 8 agosto 2009 | Niterói | 26 – 3 | SPAC |  |

Terza giornata
| 15 agosto 2009 | Desterro | 12 – 11 | Bandeirantes |  |

| 15 agosto 2009 | Rio Branco | 21 – 59 | Curitiba |  |

| 15 agosto 2009 | Niterói | 9 – 8 | Pasteur |  |

| 15 agosto 2009 | SPAC | 6 – 42 | São José |  |

Quarta giornata
| 22 agosto 2009 | Desterro | 7 – 34 | São José |  |

| 22 agosto 2009 | Pasteur | 12 – 13 | Rio Branco |  |

| 22 agosto 2009 | Curitiba | 19 – 3 | Niterói |  |

| 22 agosto 2009 | Bandeirantes | 65 – 5 | SPAC |  |

Quinta giornata
| 12 settembre 2009 | São José | 19 – 22 | Bandeirantes |  |

| 12 settembre 2009 | Rio Branco | 0 – 37 | Niterói |  |

| 12 settembre 2009 | Pasteur | 24 – 13 | Curitiba |  |

| 12 settembre 2009 | SPAC | 6 – 29 | Desterro |  |

Sesta giornata
| 19 settembre 2009 | Bandeirantes | 16 – 10 | Niterói |  |

| 19 settembre 2009 | São José | 63 – 20 | Rio Branco |  |

| 19 settembre 2009 | Desterro | 19 – 3 | Pasteur |  |

| 19 settembre 2009 | Curitiba | 7 – 3 | SPAC |  |

Settima giornata
| 26 settembre 2009 | Niterói | 16 – 15 | Desterro |  |

| 26 settembre 2009 | Pasteur | 7 – 24 | Bandeirantes |  |

| 26 settembre 2009 | Rio Branco | 21 – 13 | SPAC |  |

| 26 settembre 2009 | Curitiba | 17 – 25 | São José |  |

## Classifica
| Pos | Squadra      | PT | G | V | N | P |
| --- | ------------ | -- | - | - | - | - |
| 1º  | Bandeirantes | 28 | 7 | 6 | 0 | 1 |
| 2º  | São José     | 28 | 7 | 6 | 0 | 1 |
| 3º  | Niterói      | 18 | 7 | 4 | 0 | 3 |
| 4º  | Desterro     | 18 | 7 | 4 | 0 | 3 |
| 5º  | Curitiba     | 17 | 7 | 4 | 0 | 3 |
| 6º  | Pasteur      | 10 | 7 | 2 | 0 | 5 |
| 7º  | SPAC         | 7  | 7 | 1 | 0 | 6 |
| 8º  | Rio Branco   | 5  | 7 | 1 | 0 | 6 |

## Spareggio per l'amissione al campionato 2010
Spareggio tra l'ultima classificata Rio Branco Rugby Clube e la vincitrice della Coppa del Brasile di rugby 2009 per determinare la squadra che avrebbe partecipato al Campionato brasiliano di rugby 2010
| San Paolo 21 novembre 2009 | Rio Branco | 27 – 18 | BH Rugby |  |